# Eugene Levy
Eugene Levy (Hamilton (Ontario), 17 december 1946) is een Canadees film- en televisieacteur, televisieproducent en -regisseur, filmcomponist en scenarioschrijver. Levy, die zeer kenmerkende dikke wenkbrauwen heeft, speelt vaak komische rollen.
Hij behaalde in 1969 zijn diploma bij McMaster-universiteit en speelt sinds de jaren zeventig in films en op televisie, vaak in de rol van 'nerdy' types.
Vroeger speelde hij vaak met de inmiddels overleden John Candy in films, zoals in Armed and Dangerous, Going Berserk en One Upon a Crime... Ook werkte hij veel samen met Steve Martin, onder meer in Father of the Bride, Bringing Down the House en Cheaper by the Dozen 2. Andere bekende rollen had Levy in Splash, Speed Zone, Multiplicity, Down to Earth en de achtdelige filmreeks American Pie, waarin hij Noah Levenstein (de vader van Jim) speelt.
In 2024 kreeg Levy een ster op de Hollywood Walk of Fame.

## Privé
Levy, die van Joodse komaf is, is sinds 1977 getrouwd met Deborah Divine. Ze hebben twee kinderen: Dan en Sarah.

## Filmografie
- Foxy Lady (1971) – rol onbekend
- Cannibal Girls (1973) – Clifford Sturges
- King of Kensington televisieserie – Freddie Cohen (aflevering Half-Way Home, 1975)
- The Sunshine Hour televisieserie – verschillende rollen (1976)
- Stay Tuned televisieserie – verschillende rollen (1976-1977)
- King of Kensington televisieserie – Bernie (aflevering Home Is Where the Heartburn Is, 1979)
- Running (1979) – Ritchie Rosenberg
- Double Negative (1980) – Matt
- Nothing Personal (1980) – Marty
- Heavy Metal (1981) – Sternn/Mannelijke journalist/Edsel (stem)
- Second City TV televisieserie – verschillende rollen (35 afleveringen, 1976-1982)
- SCTV Network 90 televisieserie – verschillende rollen (10 afleveringen, 1981-1982)
- Vacation (1983) – Autoverkoper
- Going Berserk (1983) – Sal DiPasquale
- SCTV Channel televisieserie – verschillende rollen (1983-1984)
- Splash (1984) – Walter Kornbluth
- Martin Short: Concert for the North Americas (televisiefilm, 1985) – Stupid Eddie/stem van Buddy
- The Canadian Conspiracy (televisiefilm, 1985) – verschillende rollen
- The George Burns Comedy Week televisieserie – rol onbekend (aflevering Home for Dinner, 1985)
- The Last Polka (televisiefilm, 1985) – Stan Shmenge/Ma Shmenge
- The George Burns Comedy Week televisieserie – Robert (aflevering Home for Christmas, 1985)
- Billy Crystal: Don't Get Me Started – The Billy Crystal Special (televisiefilm, 1986) - Morty Arnold
- Club Paradise (1986) – Barry Steinberg
- Armed and Dangerous (1986) – Norman Kane
- Eugene Levy Discovers Home Safety (1987) – rol onbekend
- Bride of Boogedy (televisiefilm, 1987) – Tom Lynch
- Biographies: The Enigma of Bobby Bittman (televisiefilm, 1988) – Bobby Bittman
- The Ray Bradbury Theater televisieserie – Bert Harris (aflevering Skeleton, 1988)
- I, Martin Short, Goes Hollywood (televisiefilm, 1989) – Studiohoofd
- Speed Zone (1989) – Leo Ross
- Camp Candy televisieserie – rol onbekend (stem, 1989)
- Father of the Bride (1991) – Zanger die op auditie komt
- Once Upon a Crime... (1992) – Casinokassier (niet op aftiteling)
- Stay Tuned (1992) – Crowley
- Partners 'n Love (televisiefilm, 1992) – David Grodin
- For Goodness Sake (1993) – Goede Samaritaan
- Maniac Mansion televisieserie – Doc Ellis (aflevering Freddie Had a Little Lamb, 1993)
- I Love Trouble (1994) – Ray, Justice of the Peace
- Harrison Bergeron (televisiefilm, 1995) – President McCloskey
- Father of the Bride: Part II (1995) – Mr. Habib
- Creature Crunch (Computerspel, 1996) – rol onbekend (stem)
- Road to Avonlea televisieserie – Rudy Blaine (aflevering King of the Great White Way, 1996)
- Multiplicity (1996) – Vic
- Waiting for Guffman (1996) – Dr. Allan Pearl
- Duckman: Private Dick/Family Man televisieserie – Dr. Craig Ehrlich (afleveringen The Craved Duckman's Brain!, 1996 en Bev Takes a Holiday, 1997, beide s tem)
- Hiller and Diller televisieserie – rol onbekend (aflevering onbekend, 1997)
- Akbar's Adventure Tours (1998) – Stanford Wharton
- The Drew Carey Show televisieserie – Dr. Rider (aflevering The Engagement, 1998)
- Mad About You televisieserie – Dokter (aflevering Nat & Arley, 1998)
- Almost Heroes (1998) – Guy Fontenot
- Holy Man (1998) – Man op televisie in de achtergrond (niet op aftiteling)
- Richie Rich's Christmas Wish (video, 1998) – Professor Keanbean
- Hercules: The Animated Series televisieserie – Koning Midas (aflevering Hercules and the Golden Touch, 1998, stem)
- D.O.A. (televisiefilm, 1999) – rol onbekend
- The Secret Life of Girls (1999) – Hugh Sanford
- Dogmatic (1999) – Larry
- American Pie (1999) – Mr. Levenstein, Jims vader
- Silver Man (2000) – Leon
- Dilbert televisieserie – Comp-U-Comps-bewaker (aflevering The Return, 2000, stem)
- Best in Show (2000) – Gerald 'Gerry' Fleck
- The Ladies Man (2000) – Bucky Kent
- Club Land (televisiefilm, 2001) – Philly Green (niet op aftiteling)
- The Sport Pages (televisiefilm, 2001) – Mr. White (Segment 'The Heidi Bowl')
- Down to Earth (2001) – Keyes
- Commited televisieserie – Joe Larsen (aflevering onbekend, 2001)
- American Pie 2 (2001) – Mr. Levenstein, Jims vader
- Serendipity (2001) – Verkoper bij Bloomingdale
- The Kid (televisiefilm, 2001) – Vader (stem)
- Repli-Kate (2002) – Jonas Fromer/Repli-Jonas
- Like Mike (2002) – Frank Bernard
- Greg the Bunny televisieserie – Gil Bender (13 afleveringen, 2002)
- Off Centre televisieserie – Dr. Barry Wasserman (afleveringen The Unkindest Cut, 2002 en P.P. Doc II: The Examination Continues, 2002)
- Bringing Down the House (2003) – Cohen
- Dumb and Dumberer: When Harry Met Lloyd (2003) – Conrector Collins
- American Wedding (2003) – Mr. Levenstein, Jims vader
- New York Minute (2004) – Max Lomax
- The Man (2005) – Andy Fiddler
- American Pie Presents: Band Camp (dvd, 2005) – Mr. Levenstein, Jims vader
- Cheaper by the Dozen 2 (2005) – Jimmy Murtaugh
- Curious George (2006) – Clovis (stem)
- Over the Hedge (2006) – Lou (stem)
- For Your Consideration (2006) – Morley Orfkin
- American Pie Presents: The Naked Mile (dvd, 2006) – Mr. Levenstein, Jims vader
- American Pie Presents: Beta House (dvd, 2007) – Mr. Levenstein, Jims vader
- American Pie Presents: The Book of Love (dvd, 2009) – Mr. Levenstein, Jims vader
- Taking Woodstock (2009) – Max Yasgur
- Night at the Museum: Battle of the Smithsonian (2009) – Albert Einstein (stem)
- American Pie: Reunion (2012) – Mr. Levenstein, Jims vader
- Schitt's creek (2015-2020)- Johnny Rose
- Only Murders in the Building (gastrol seizoen 4, 2024) - zichzelf